# 公北站
公北站（韓語：공북역）是朝鮮民主主義人民共和國慈江道长江郡胜芳劳动者区的一個鐵路車站，属于江界线。

## 邻近车站
江界线
胜芳站 - 公北站 - 五一站